# Praça Cuiabá
A Praça Cuiabá fica situada no bairro Amambaí, em Campo Grande. Conhecida também por Monumento Cabeça de Boi, seu traçado topográfico foi feito em 1923, no início da construção dos quartéis e da Vila Militar do Exército. O local, na época da inauguração do Coreto (1925), ainda não era uma praça, mas apenas uma rotatória na confluência das ruas Dom Aquino, Marechal Rondon e Duque de Caxias. 